# .sa

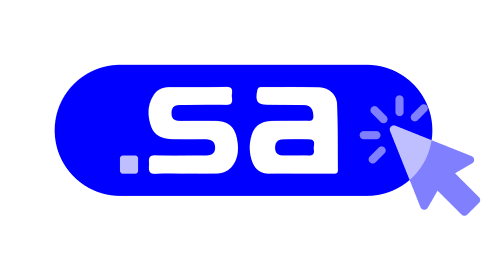

.sa는 사우디아라비아의 국가 코드 최상위 도메인이다.
공식적으로 제3의 등록 기관에 개방된 2차 도메인은 다음과 같다:
- com.sa: 상업 단체, 등록 상표
- edu.sa: 교육 기관
- sch.sa: 초등, 중등 학교
- med.sa: 의료 서비스 (병원, 클리닉 등)
- gov.sa: 정부 기관
- net.sa: 인터넷 관련 서비스 (ISP, 웹 호스팅, 포털 사이트 등)
- org.sa: 비영리 단체
- pub.sa: 기타 분류에 맞지 않는 인명을 포함한 개인이나 단체.